# Aparat polowy TAP-67

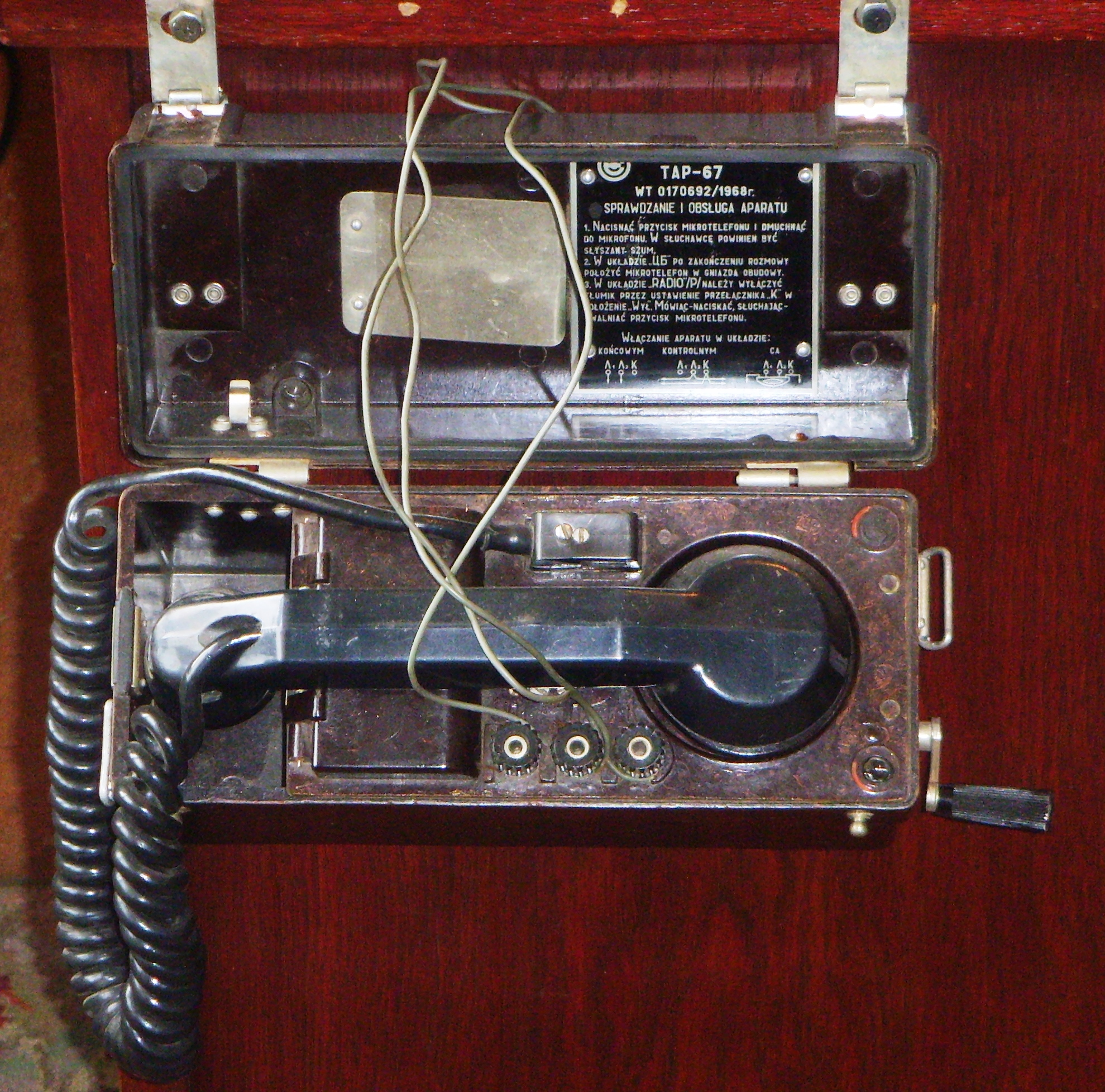
Aparatpolowy TAP-67

Aparat telefoniczny TAP-67 – telefon polowy stosowany między innymi w ludowym Wojsku Polskim.

## Charakterystyka
Polowy aparat telefoniczny TAP-67 jest przeznaczony do nawiązywania łączności telefonicznej przy wykorzystaniu linii przewodowych oraz łączy radiowych i radioliniowych. Jest to aparat induktorowy, przystosowany do współpracy z innymi aparatami telefonicznymi systemu MB z wywołaniem induktorowym, pracy w sieci dowolnej centrali telefonicznej systemu MB z wywołaniem induktorowym, pracy w sieci dowolnej centrali telefonicznej systemu CB, a po zastosowaniu dodatkowej przystawki z tarczą numerową, współpracy z łącznicą automatyczną. Ponadto przy jego pomocy można zdalnie sterować radiostacjami i urządzać punkty kontrolno-telefoniczne. Aparat jest zasilany baterią akumulatorów o napięciu 9,6 V, a jego ciężar bez źródeł zasilania wynosi 3 kg, ze źródłem zasilania 3,27 kg..

Aparat zapewnia łączność telefoniczną na następujących odległościach: 
- z wykorzystaniem linii kablowej PKL – do 25 km,
- z wykorzystaniem linii kablowej PKA – do 40 km.

## Budowa
W skład kompletu wchodzi:
- aparat telefoniczny,
- pas parciany,
- bateria akumulatorów typu 8 NKH-450 o napięciu 9,6 V,
- dowód aparatu,
- przystawka z tarczą numerową,
- podstawy do umocowania aparatu w samochodzie.